# Dubiaranea mirabilis
Dubiaranea mirabilis là một loài nhện trong họ Linyphiidae. Loài này được phát hiện ở Ecuador.